# مديرية الأزارق
مديرية الأزارق إحدى مديريات محافظة الضالع اليمنية والتي تقع جنوب العاصمة صنعاء. بلغ عدد سكانها 37295 نسمة عام 2004. مركز هذه المديرية قرية ذي جلال. التي تقع ضمن منطقة وعلان كبرى قرى المديرية.
تعد مديرية الأزارق ثاني أكبر مديرية من حيث عدد السكان بعد مديرية قعطبة. تضم حوالي 95 قرية أبرزها قرية وعلان وقرية الحقل وقرض وعدن حمادة وقفلة المحرابي وحورة عفار و الشرف و وادي البُن وغيرها.
ويوجد العديد من الوديان في المديرية وأهمها وأكبرها وادي الرونة الممتد من جهة الشرق الى الغرب  وكذلك وادي البن الذي اشتهر في زراعة البن.
سميت بهذا الاسم نسبة الى الأزرق بن لحيان بن اوسان بن وائل بن معاوية بن مرة بن حضرموت بن قحطان بن النبي هود.
سكن الأزرق بن لحيان في أول حياته في وادي حبان في محافظة شبوة، ثم انتقل بعض أبنائه وأحفاده إلى عدة مناطق ومنها منطقة الأزارق في محافظة الضالع، فنسبت المنطقة إليه.
سكنت منطقة الأزارق منذ فترة قديمة قبل الميلاد. عثر على العديد من النقوش المسندية واللقي الأثرية في عدة مناطق ولا سيما في منطقة ثماد والنصل وتورصة وغيرها. لم يتم مسح المنطقة من قبل بعثة أثرية متخصصة لتحديد عمر المنطقة وتاريخها.  تعرضت آثار المنطقة للإهمال والتدمير والسرقة.
تذكر مصادر ما بعد الإسلام، ولا سيما في عهد الدولة الطاهرية، أن المنطقة تحتوي على عدة حصون ومواقع أثرية ذكرت في كتاب "تاريخ العربية الجنوبية من فجر الإسلام إلى الاحتلال البريطاني". ومن تلك المواقع والحصون: حصن النمصة وحصن الساقة وحصن جبل المعفاري وحصن الصفراء وحصن عمقيان وحصن ثماد وغيرها. وفي المواقع المذكورة آنفا ما تزال الآثار من مباني وسدود شاهدة على عظمتها حتى اليوم.

قرى مديرية الأزارق 
1-ذي جلال وهي مركز المديرية واكبر قرية ويوجد فيها المجمع الحكومي للمديرية المجمع التربوي والمجمع الصحي و مديرية الامن 

موقع مديرية الأزارق في محافظة الضالع

2-القفلة 
3-وعلان 
4- الشرف 
5- بلاد الاحمدي